# Aeropuerto Mandinga
El Aeropuerto Mandinga (IATA: COG, OACI: SKCD) es un terminal aéreo regional ubicado en el municipio de Condoto en Colombia el cual también sirve al municipio de Istmina. La pista de aterrizaje es muy corta por lo que solo se permite el arribo de aviones de hasta 19 pasajeros. Actualmente prestan servicio las aerolíneas Aexpa y Searca y Satena; antiguamente lo hacía la extinta Aces y ADA.

## Destinos
- Aexpa
  - Medellín / Aeropuerto Olaya Herrera (estacional)

- Searca
  - Medellín / Aeropuerto Olaya Herrera (estacional)

- Satena
  - Medellín / Aeropuerto Olaya Herrera
  - Cali / Aeropuerto Internacional Alfonso Bonilla Aragon

### Aerolíneas que cesaron operación
- Aerolínea de Antioquia
  - Medellín / Aeropuerto Olaya Herrera (Finalizó en agosto de 2013)